# Eduard Arbós i Borràs
Eduard Arbós i Borràs (Terrassa, Catalunya 1983) és un exjugador d'hoquei sobre herba català, guanyador d'una medalla de plata en els jocs olimpics del 2008. És el gerent de la Federació Catalana de Hockey, programador informàtic i mestre ha treballat en consultoria estratègica i direcció de serveis esportius.

## Carrera esportiva
Membre del Club Egara va participar, a 25 anys, en els Jocs Olímpics d'Estiu de 2008 realitzats a Pequín (República Popular de la Xina), on aconseguí guanyar la medalla de plata en finalitzar segon en la competició masculina d'hoquei sobre herba.
Al llarg de la seva carrera ha guanyat una medalla de bronze en el Campionat del Món d'hoquei sobre herba, ha guanyat el Campionat d'Europa en totes les categories, ha sigut campió de lliga i copa amb el Club Egara i bronze amb els Ranchi Rhinos de la lliga professional india.